# تاكاأكي توكوشيجي
تاكاأكي توكوشيجي (باليابانية: 徳重 隆明) (18 فبراير 1975 في كاغوشيما في اليابان – )؛ هو لاعب كرة قدم ياباني سابق كان يلعب كلاعب وسط.

## وصلات خارجية
- تاكاأكي توكوشيجي على موقع رابطة كرة القدم اليابانية للمحترفين (اليابانية)
- تاكاأكي توكوشيجي على موقع قاعدة بيانات كرة القدم.إي يو (الإنجليزية)
- تاكاأكي توكوشيجي على موقع Soccerway.com (الإنجليزية)
- تاكاأكي توكوشيجي على موقع عالم كرة القدم.نت (الإنجليزية)